# 佩恩縣 (奧克拉荷馬州)
佩恩縣（英語：Payne County）是美国奧克拉荷馬州中北部的一個郡，面積1,806平方公里。根据2020年美國人口普查，共有人口81,646人。縣治斯蒂爾沃特（Stillwater）。該縣成立於1890年，縣名紀念有「奧克拉荷馬州」之稱的大衛·L·佩恩（David Lewis Payne）。